# Magny-Saint-Médard
Magny-Saint-Médard és un municipi francès, situat al departament de la Costa d'Or i a la regió de Borgonya - Franc Comtat. L'any 2007 tenia 234 habitants.

## Demografia

### Població
El 2007 la població de fet de Magny-Saint-Médard era de 234 persones. Hi havia 92 famílies, de les quals 22 eren unipersonals (11 homes vivint sols i 11 dones vivint soles), 26 parelles sense fills, 33 parelles amb fills i 11 famílies monoparentals amb fills.
La població ha evolucionat segons el següent gràfic:
Habitants censats

### Habitatges
El 2007 hi havia 106 habitatges, 95 eren l'habitatge principal de la família, 4 eren segones residències i 7 estaven desocupats. 94 eren cases i 11 eren apartaments. Dels 95 habitatges principals, 76 estaven ocupats pels seus propietaris, 16 estaven llogats i ocupats pels llogaters i 3 estaven cedits a títol gratuït; 4 tenien dues cambres, 15 en tenien tres, 23 en tenien quatre i 53 en tenien cinc o més. 76 habitatges disposaven pel capbaix d'una plaça de pàrquing. A 36 habitatges hi havia un automòbil i a 50 n'hi havia dos o més.

### Piràmide de població
La piràmide de població per edats i sexe el 2009 era:
| Homes | Edats   | Dones |
| ----- | ------- | ----- |
| 0     | 95 o +  | 0     |
| 0     | 90 a 94 | 0     |
| 0     | 85 a 89 | 0     |
| 4     | 80 a 84 | 0     |
| 8     | 75 a 79 | 4     |
| 0     | 70 a 74 | 4     |
| 8     | 65 a 69 | 4     |
| 8     | 60 a 64 | 8     |
| 8     | 55 a 59 | 0     |
| 8     | 50 a 54 | 4     |
| 12    | 45 a 49 | 12    |
| 0     | 40 a 44 | 12    |
| 12    | 35 a 39 | 0     |
| 16    | 30 a 34 | 16    |
| 4     | 25 a 29 | 8     |
| 8     | 20 a 24 | 0     |
| 12    | 15 a 19 | 4     |
| 4     | 10 a 14 | 4     |
| 4     | 5 a 9   | 8     |
| 24    | 0 a 4   | 8     |

## Economia
El 2007 la població en edat de treballar era de 140 persones, 114 eren actives i 26 eren inactives. De les 114 persones actives 111 estaven ocupades (57 homes i 54 dones) i 3 estaven aturades (3 dones i 3 dones). De les 26 persones inactives 12 estaven jubilades, 7 estaven estudiant i 7 estaven classificades com a «altres inactius».

### Ingressos
El 2009 a Magny-Saint-Médard hi havia 101 unitats fiscals que integraven 247 persones, la mediana anual d'ingressos fiscals per persona era de 20.385 €.

### Activitats econòmiques
Dels 11 establiments que hi havia el 2007, 2 eren d'empreses extractives, 2 d'empreses de construcció, 4 d'empreses de comerç i reparació d'automòbils, 1 d'una empresa financera i 2 d'entitats de l'administració pública.
Dels 2 establiments de servei als particulars que hi havia el 2009, 1 era un taller de reparació d'automòbils i de material agrícola i 1 guixaire pintor.
L'any 2000 a Magny-Saint-Médard hi havia 10 explotacions agrícoles que ocupaven un total de 602 hectàrees.

## Poblacions més properes
El següent diagrama mostra les poblacions més properes.